# Czukcza (krater)
Czukcza (ros. Чукча) – krater uderzeniowy na półwyspie Tajmyr w Rosji. Ma 6 km średnicy, skały krateru są widoczne na powierzchni ziemi. Powstał nie dawniej niż 70 milionów lat temu, w kredzie późnej lub już w kenozoiku. Utworzył się w skałach osadowych pokrywających podłoże krystaliczne. Ze znanych obecnie (2013) na Ziemi kraterów jest on położony najdalej na północ.